# Luis Antonio Ferreyra
Luis Antonio Ferreyra (Buenos Aires, Argentina, 11 de junio de 1919). Fue un futbolista profesional, destacándose en la posición de defensor y defendiendo en el principal tramo de su carrera la camiseta del Club Atlético River Plate. Compartió la zaga central de la defensa riverplatense junto a Ricardo Vaghi durante los años de "La Máquina".

## Biografía
Ferreyra se formó como jugador en el club Excursionistas, situado en el barrio de Belgrano y cercano a River Plate. Llegó a la institución "millonaria" en el año 1940, debutando en el mes de julio contra Banfield (victoria de River por 6 a 0). Supo combinar épocas de titularidad absoluta con períodos de tiempo en que cumplió el rol de suplente. En 1948, encontrándose relegado a un sitio secundario, decidió emigrar hacia el fútbol colombiano. El torneo de Colombia se encontraba fuera de los alcances FIFA, por lo que las transferencias fueron en casi todas las oportunidades irregulares. En compensación, los salarios eran muy elevados y aportados por empresas o gobiernos regionales e inclusive el Estado nacional. Allí defendió los colores de Deportivo Cali hasta 1952, año de su retiro como profesional.   

## Distinciones
Ferreyra obtuvo 10 títulos con River Plate. 